# Begonia decandra
Begonia decandra es una especie de planta perenne perteneciente a la familia Begoniaceae. Es originaria de México y Puerto Rico.

## Taxonomía
Begonia decandra fue descrita por Pav. ex A.DC. y publicado en Prodromus Systematis Naturalis Regni Vegetabilis 15(1): 288. 1864.
Etimología
Begonia: nombre genérico, acuñado por Charles Plumier, un referente francés en botánica, honra a Michel Bégon, un gobernador de la excolonia francesa de Haití, y fue adoptado por Linneo.
decandra: epíteto que deriva del griego deka, que significa "diez" y andros, que significa "hombre", haciendo referencia a la presencia de diez piezas en el androceo de las flores.
sinonimia
- Begonia decandra Sessé & Moç.
- Begonia portoricensis A.DC.[4]